# Aceldama

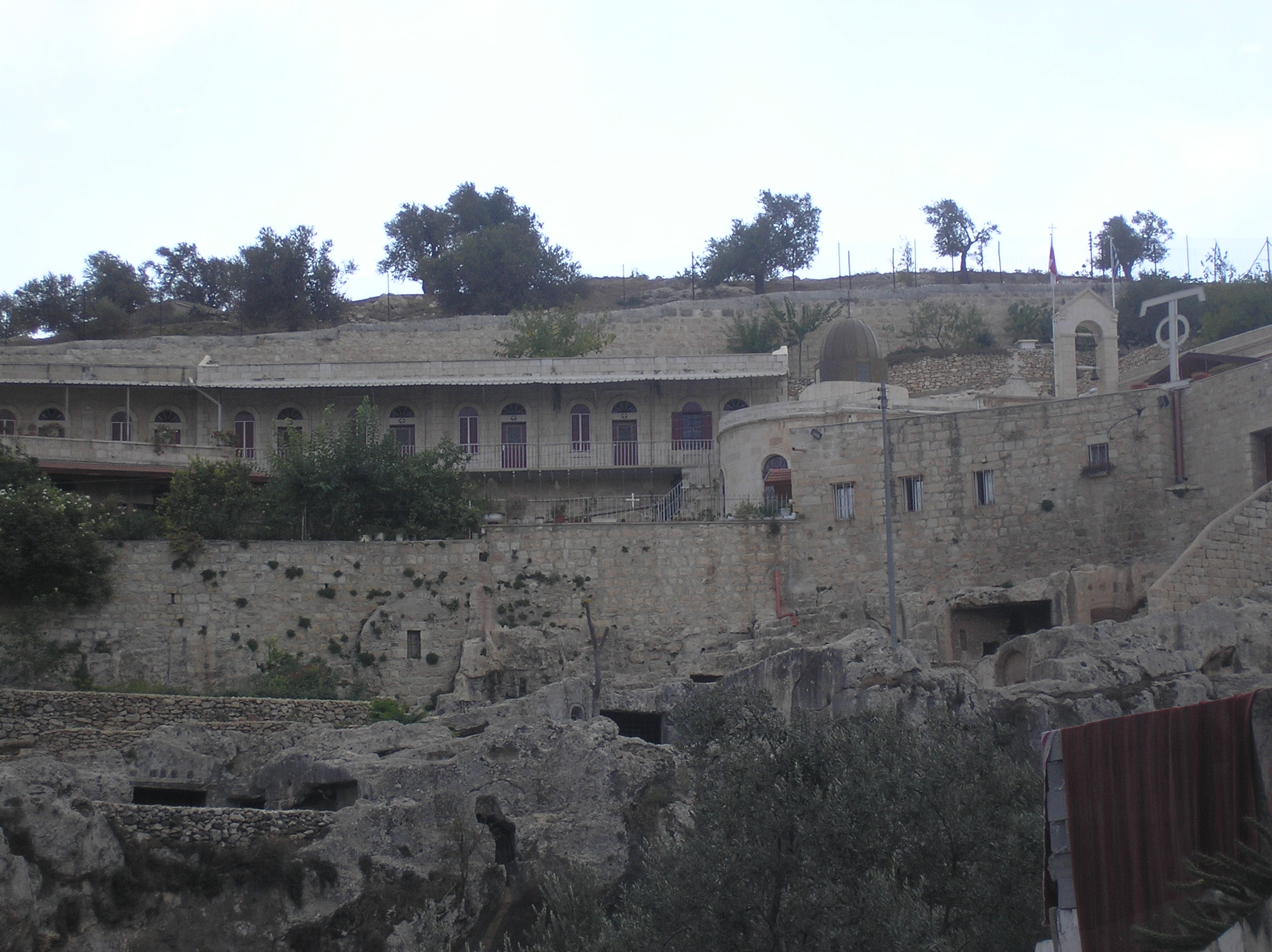
Aceldama

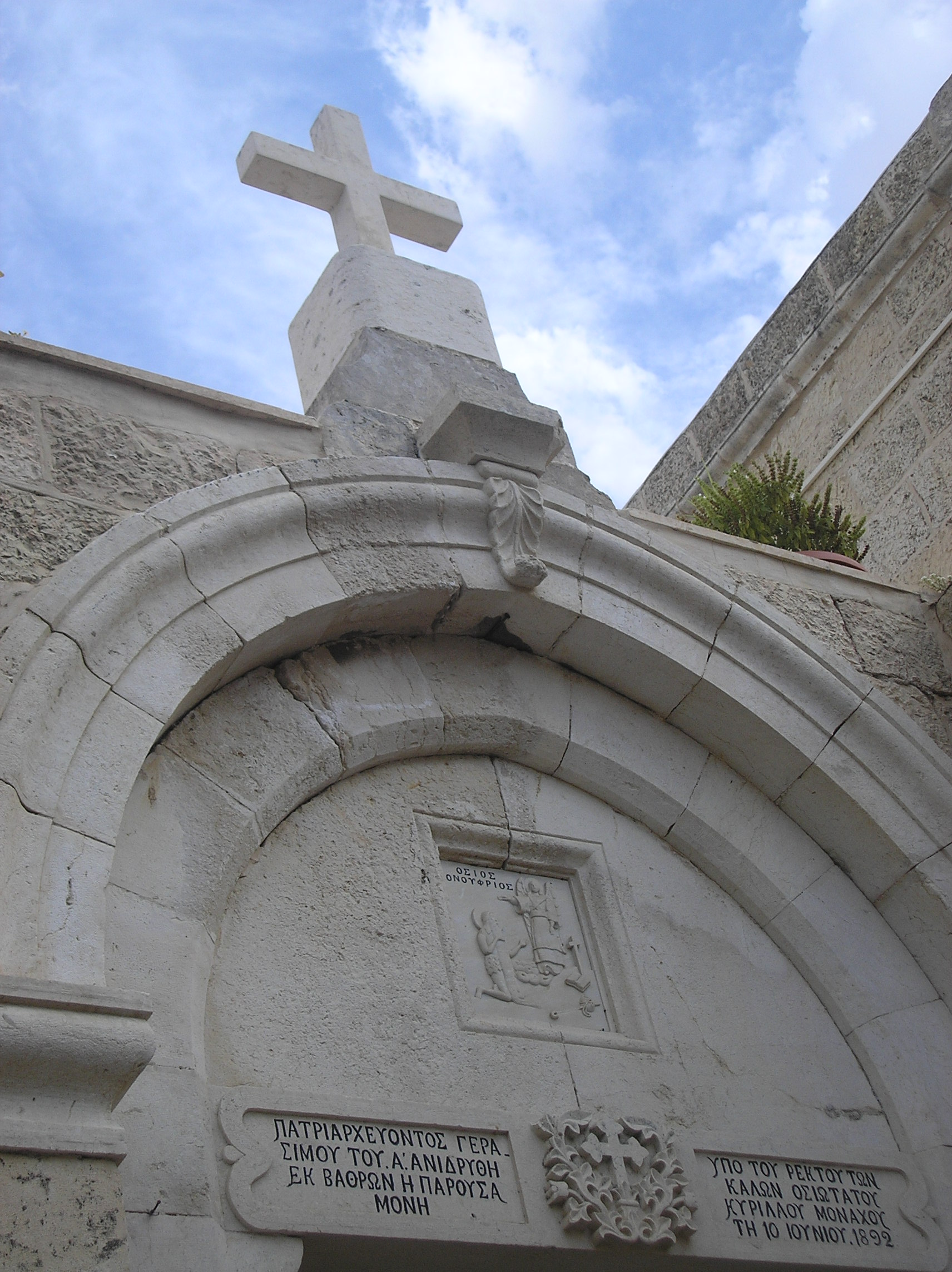

Aceldama ou Akeldama (em aramaico:  חקל דמא, romaniz.: Ḥaqel D'ma; lit. campo de sangue) é o lugar em Jerusalém comprado pelos principais sacerdotes com o dinheiro que Judas Iscariotes, o traidor, um dos discípulos de Jesus devolveu com arrependimento, pois foi por esse mesmo dinheiro que traiu Jesus. Em aramaico hagel dema significa "campo de sangue". O nome é escrito em grego Ἁκελδαμάχ (Akeldamá, também conhecido como Akeldamách).
A terra nesta área é rica em argila (barro), e antigamente utilizada por oleiros. Por esta razão, foi antigamente conhecida como "campo do oleiro" ou, em inglês, "Potter's Field". A argila da região tem uma coloração forte vermelha, mas não necessariamente leva este nome por esse motivo, biblicamente falando seu nome foi dado devido a compra do local pelos sacerdotes com as trinta moedas recebidas por Judas Iscariotes, por ter entregue Jesus Cristo, e devolvidas após arrepender-se! “Quando Judas, o traidor, viu que Jesus havia sido condenado, sentiu remorso e foi devolver as trinta moedas de prata aos chefes dos sacerdotes e aos líderes judeus, dizendo: — Eu pequei, entregando à morte um homem inocente. Eles responderam: — O que é que nós temos com isso? O problema é seu. Então Judas jogou o dinheiro para dentro do Templo e saiu. Depois foi e se enforcou. Os chefes dos sacerdotes pegaram o dinheiro e disseram: — Isto é dinheiro sujo de sangue, e é contra a nossa Lei pôr esse dinheiro na caixa das ofertas do Templo. Depois de conversarem sobre o assunto, resolveram usar o dinheiro para comprar o “Campo do Oleiro”, a fim de que servisse como cemitério para os não judeus. Por isso aquele campo é chamado até hoje de “Campo de Sangue”. Assim aconteceu o que o profeta Jeremias tinha dito: “Eles pegaram as trinta moedas de prata, o preço que o povo de Israel tinha concordado em pagar por ele, e as usaram para comprar o campo do oleiro, como o Senhor me havia mandado fazer.” (Mateus‬ ‭27‬:‭3‬-‭10‬ ‭NTLH‬‬)
Mais recentemente, o campo foi utilizado como cemitério para os não-judeus, mais exatamente nos primeiros anos do século XIX.

## Narrativa bíblica
A tradição o liga à morte de Judas, que supostamente teria comprado com as trinta moedas de prata da traição que ele fizera entregando Cristo para os sacerdotes e os anciãos (Atos 1:19). Segundo o texto verso 18, Judas "se partiu", provavelmente tenha se ferido na barriga, ou mesmo "rebentou pelo meio", derramando seu intestino para fora do corpo e assim morrendo. Este nome "campo de sangue", implica também que se refere ao sangue de Judas. Segundo o Evangelho de Mateus:
| “ | «Então Judas, que o traiu, vendo que Jesus fora condenado, tocado de remorso, tornou a levar as trinta moedas de prata aos principais sacerdotes e aos anciãos, e disse: Pequei, traindo sangue inocente. Mas eles responderam: Que nos importa? isso é lá contigo. Judas, depois de arremessar as moedas de prata no santuário, retirou-se e foi enforcar-se. Os principais sacerdotes, tomando as moedas, disseram: Não é lícito deitá-las no tesouro sagrado, porque é preço de sangue. Depois de deliberarem em conselho, compraram com elas o Campo do Oleiro, a fim de servir de cemitério para os forasteiros. Por isso aquele campo tem sido chamado até o dia de hoje Campo de sangue .Assim se cumpriu o que foi dito pelo profeta Jeremias: E tomaram as trinta moedas de prata, preço daquele que foi avaliado, a quem alguns dos filhos de Israel apreçaram; e deram-nas pelo Campo do Oleiro, assim como me ordenou o Senhor.» (Mateus 27:3–10) | ” |

Segundo o texto acima, o campo teria sido comprado pelos sacerdotes, pois não queriam o dinheiro devolvido por Judas, retornando como oferta no templo.

## Situação atual
O Akeldama (Hakl-ed-damm) hoje tem a aparência de um largo e quadrado sepulcro, e visto de cima a metade do lado sul foi escavada na pedra e no restante do campo foi construído um monastério. No centro tem uma enorme coluna. Muito do barro foi retirado por Helena de Constantinopla e outros proeminentes cristãos, tanto para a construção da cidade quanto para os sepulcros. Tem um terraço que em seu lado sul fica o vale de Hinnom.